# Freno De Pedales
«Freno De Pedales» (исп. тормоза педальные) — украинская рок-группа в стиле сайко & рокабилли.
Родилась осенью 1993, в Симферополе, и, впервые выступив перед публикой осенью 1994, остаётся одной из старейших в своём стиле; в фан-зоне её именуют «патриархами», «динозаврами», «ветеранами» крымского сайкобилли.
За особый вклад в развитие на Украине «бриолиновой субкультуры» группу никто не награждал, но только потому что такой награды не существует. Группу называли «лучшей сайкобильной командой страны», имея в виду не столько качество студийных альбомов, — которых появилось мало, — сколько качество многочисленных концертных выступлений.
С 1996 года существует «дочерний» проект «Freno De Pedales» — группа «Tomato Juice».

## Дискография
- 1994 — песни «Hello, My Cat», «Mary Cook»)[6]
- 1998 — сборник «Первый украинский рокабильный фронт» (песни «Motorpsycho» и «Zombie Jive»)
- 2001 — сборник клуба «2 капитана» (Симферополь) «Погружайся с нами-1» («Motorpsycho» и «Zombie Jive»)[6]
- 2004 — сборник «Aloha From East Europe» («Zombie Jive»)
- 2010 — альбом «FishyCycleTrip» (7 треков, длительность 24.44 мин.)[7]
- 2011 — сборник «Psychomania No.8» (песня «My Eyes»)